# Gazi Hüsrev Paša
Gazi Hüsrev Paša (? – březen 1632), zvaný také Boşnak Hüsrev (Hüsrev z Bosny) nebo Ekrem Hüsrev (milý Hüsrev), byl osmanský velkovezír bosenského nebo srbského původu za vlády sultána Murada IV.

## Mládí
Pocházel z Bosenského sandžaku. Studoval v palácové škole Endurun. V roce 1625 se stal vezírem (ministrem). Během druhého povstání Abazy dostal tehdejší velkovezír Damat Halil Paša za úkol obsadit pevnost Erzurum (dnešní východní Turecko), kde sídlil vůdce povstání Abaza Mehmed Paša. Nicméně po 70 dnech obléhání Damat Halil Paša neuspěl a byl zbaven funkce. V dubnu roku 1628 se novým velkovezírem stal Gazi Hüsrev.

## Velkovezír
Hüsrev vedl obléhání Erzurumu ještě jednou v září roku 1628. Operace byla rychlejší, než Abaza Mehmed Paša předpokládal, a město nebylo na velké obléhání připraveno. Po třinácti dnech se Abaza vzdal. Hüsrevovo jednoduché vítězství, které ukončilo dlouhou sérii povstání, mu dalo slávu a oblíbenost. Stal se de facto vládcem říše a byl jím až do doby, než se ukázalo, že je schopnější než tehdejší sultán Murad IV., kterému bylo pouhých 15 let. Hüsrev výrazně snížil počet vezírů a mnoho svých politických konkurentů nechal popravit.

## Tažení v Bagdádu
Hüsrevova další výprava měla za účelem dobytí Bagdádu (dnešní hlavní město Iráku), které bylo obsazeno perským šáhem Abbásem I. Na konci roku 1629 začal obléhat okolí města Bagdád. Nicméně tažení se konalo v období dešťů a bylo nemožné město obléhat dlouhodobě. Hüsrev se rozhodl obsazovat jiná města v okolí Bagdádu a tím porážet perskou armádu. Obléhání samotného Bagdádu začalo až v červnu roku 1630 a pokračovalo až do listopadu, stále bez úspěchu. Po prohře se Hüsrev tažení znovu opakovat v roce 1631. Když následujícího roku zkoušel město dobýt znovu, začal později a vymlouval se na nedostatek vojska. V říjnu 1631 tak byl zbaven funkce velkovezíra.

## Smrt
Novinky o sesazení Hüsreva způsobily v říši všeobecné nepokoje. Hüsrevův nástupce, Hafiz Ahmed Paša, byl zabit povstalci přímo v paláci. Murad IV. obvinil z nepokojů a vraždy velkovezíra Hüsreva; do Tokatu, kde Hüsrev sídlil, vyslal jednoho z pašů, aby jej popravil. Po drobných střetech byl Hüsrev v březnu 1632 popraven.